# Taggstjärnmossa
Taggstjärnmossa (Mnium spinosum) är en bladmossart som beskrevs av Schwaegrichen 1816. Taggstjärnmossa ingår i släktet stjärnmossor, och familjen Mniaceae. Enligt den finländska rödlistan är arten nära hotad i Finland. Arten är reproducerande i Sverige. Artens livsmiljö är mineralrika och måttligt mineralrika gran- och lövkärr. Inga underarter finns listade i Catalogue of Life.

## Bildgalleri

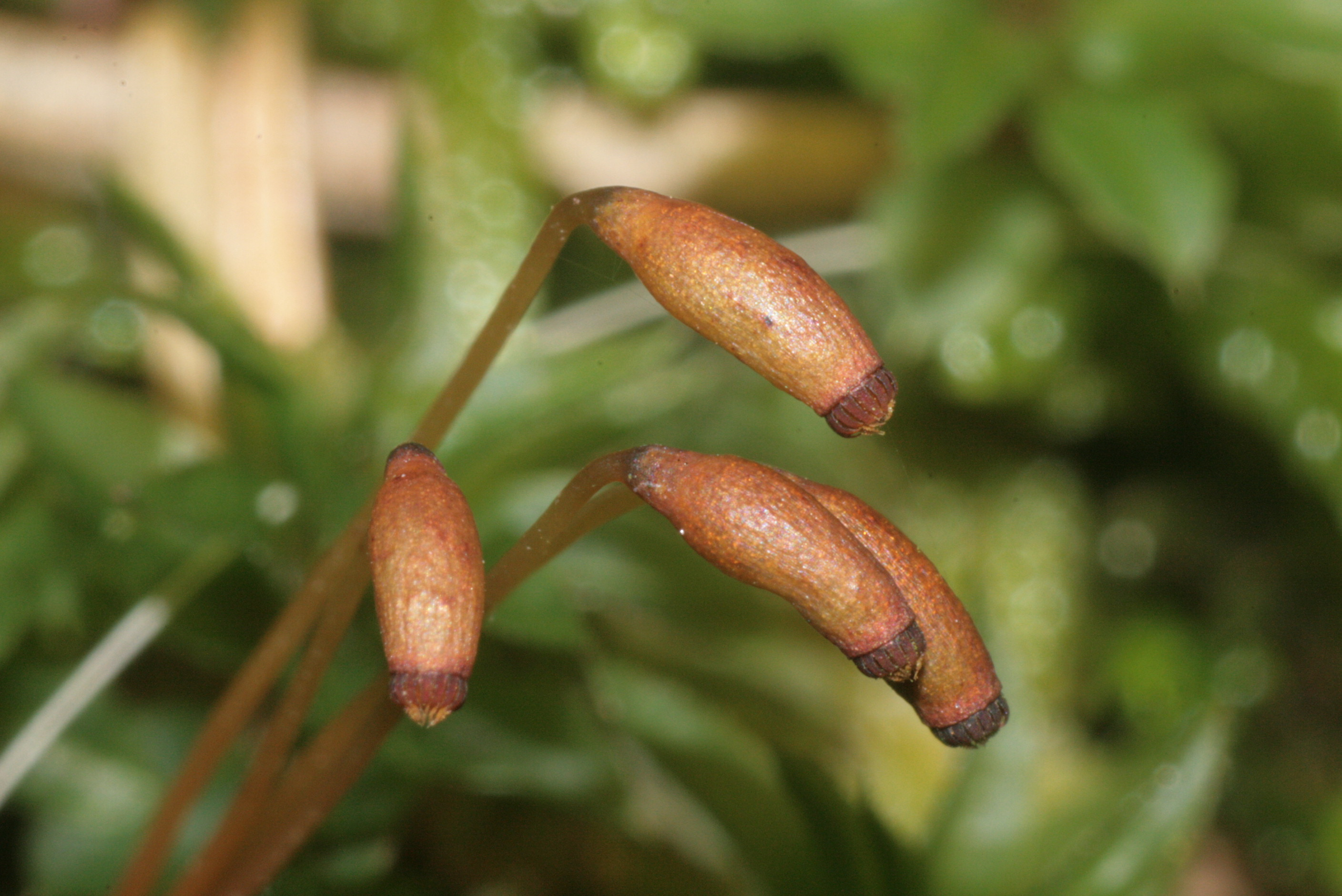
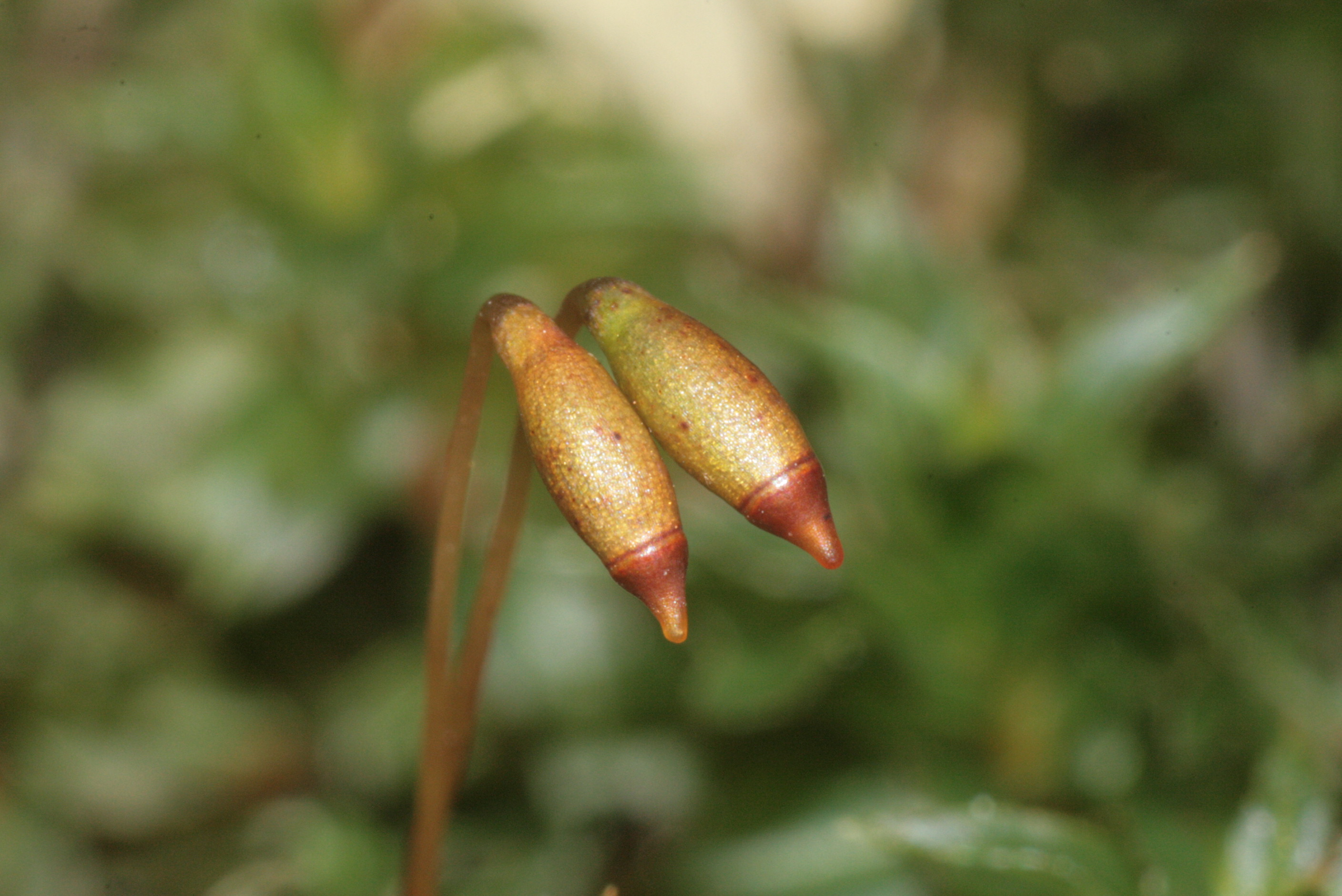
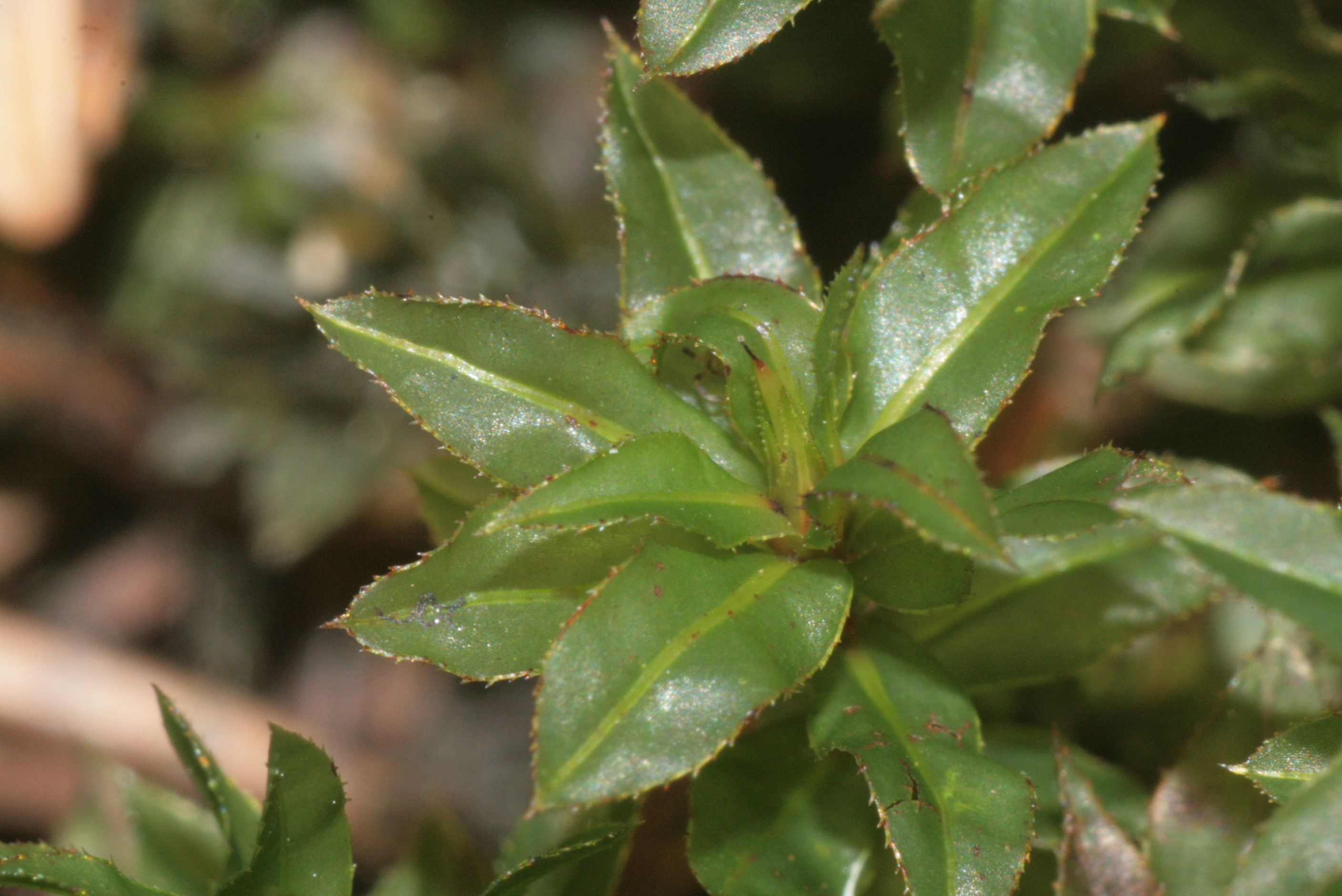
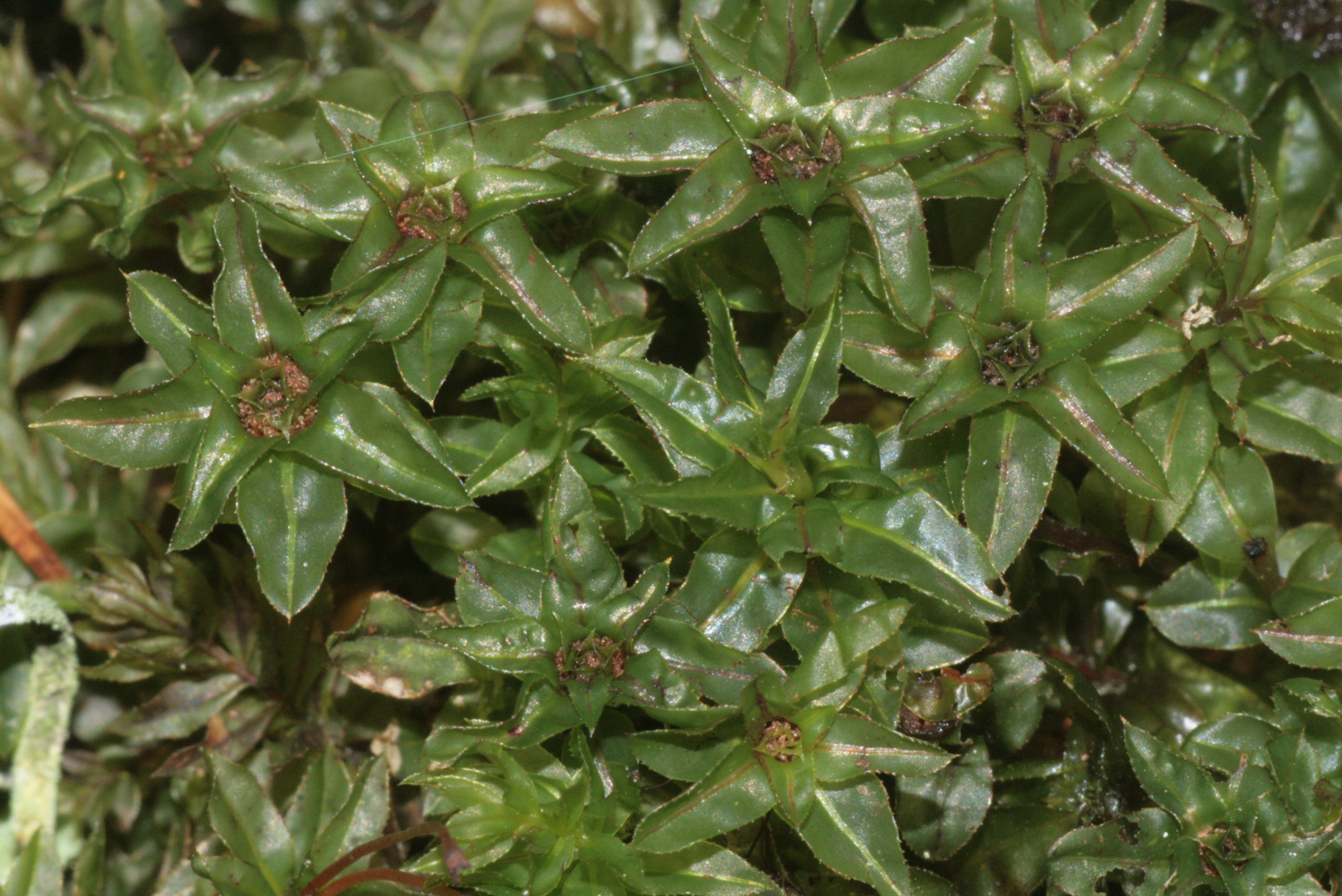